# Імачі
Імачі (рос. Имачи) — залізнична станція у Сковородінському районі Амурської області Російської Федерації. Розташоване на території українського історичного та етнічного краю Зелений Клин.
Входить до складу муніципального утворення Сонячна сільрада. Населення становить 0 осіб (2018).

## Історія
З 20 жовтня 1932 року входить до складу новоутвореної Амурської області.
З 1 січня 2006 року входить до складу муніципального утворення Сонячна сільрада.

## Населення
| 2002 | 2010 | 2012 | 2013 | 2014 | 2015 | 2016 |
| ---- | ---- | ---- | ---- | ---- | ---- | ---- |
| 5    | ↘0   | →0   | →0   | →0   | →0   | →0   |
| 2017 | 2018 |      |      |      |      |      |
| →0   | →0   |      |      |      |      |      |